# لينا بن مهني
لينا بن مهنّي (22 مايو 1983 - 27 يناير 2020)، ناشطة حقوق إنسان و صحفية وأستاذة جامعية تونسية وعضوة سابقة في الهيئة الوطنية المستقلة لإصلاح الإعلام والاتصال. عملت كذلك أستاذة جامعية في اللغة الإنجليزية. عرفت بمعارضتها لسياسة حجب المواقع على شبكة الإنترنت زمن نظام زين العابدين بن علي. كتبت في مدونتها «بنية تونسية»، التي حجبتها السلطات التونسية عدة مرات قبل الثورة التونسية، وفي موقع الأصوات العالمية. وقد ساهمت في التغطية الإعلامية عبر الإنترنت لثورة تونس حيث توجهت إلى مدينة الرقاب لتغطي انتفاضة سيدي بوزيد، إذ قامت بنشر صور المتظاهرين الذين قتلوا برصاص الشرطة والجرحى.
توفيت يوم 27 يناير 2020 بعد معاناةٍ مع المرض.

## النشأة
ولدت لينا بن مهني في 22 مايو 1983 وتوفّيت في 27 يناير 2020، للصادق بن مهني الذي كان من القادة اليساريين الذين عارضوا الحبيب بورقيبة في السبعينات والذين تم سجنهم وكان عضوا في مجموعة آفاق اليسارية وأحد مؤسسي فرع تونس لمنظمة العفو الدولية ولأم أستاذة ثانوية في اللغة العربية.

## النشاط
قامت لينا بن مهني بإرسال العديد من الفيديوهات حول المظاهرات التي عمت عديد الأماكن في تونس خلال الثورة التونسية لبرنامج مراقبون على فرانس 24 العربية المساهمة فيه والذي سجلت في موقعه الإلكتروني منذ يوليو 2010. وظهرت في فيديو بُث على نفس القناة تُعلن فيه عن اعتقال السلطات التونسية للمدون والناشط التونسي سليم عمامو في 6 يناير الماضي. وقامت في 9 يناير بالتوجه بسيارتها إلى مدينة الرقاب ولاية سيدي بوزيد التي شهدت احتجاجات عارمة وقامت بتصوير القتلى في المستشفى المحلي بالرقاب ووضعت الصور في مدونتها لتنتشر في أنحاء العالم. وبثت قناة بي أف أم تي في تقريرا مصورا عن لينا بن مهني في 12 يناير الماضي.

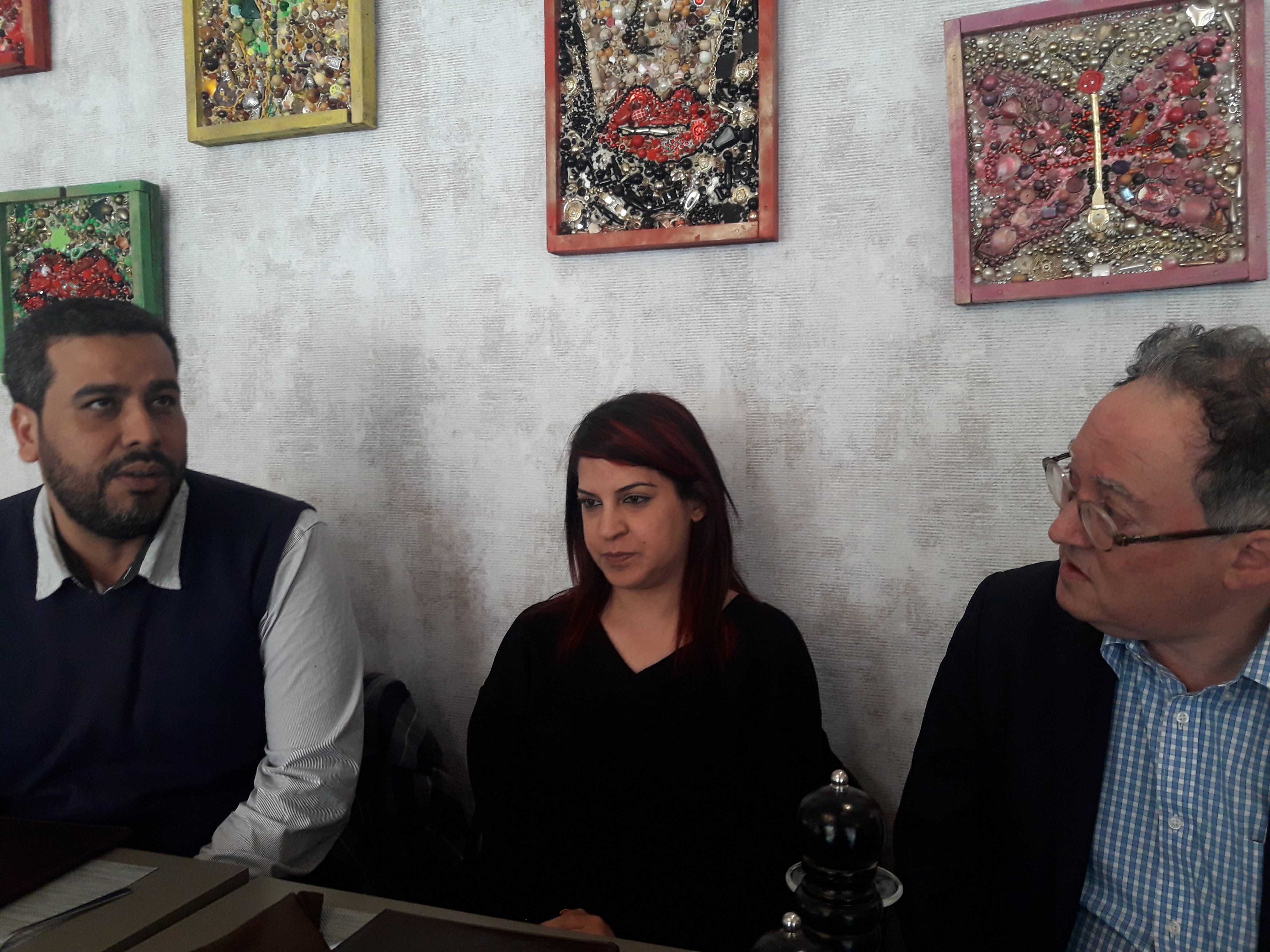
وسام التليلي ولينا بن مهني مع جدعون رحمان.
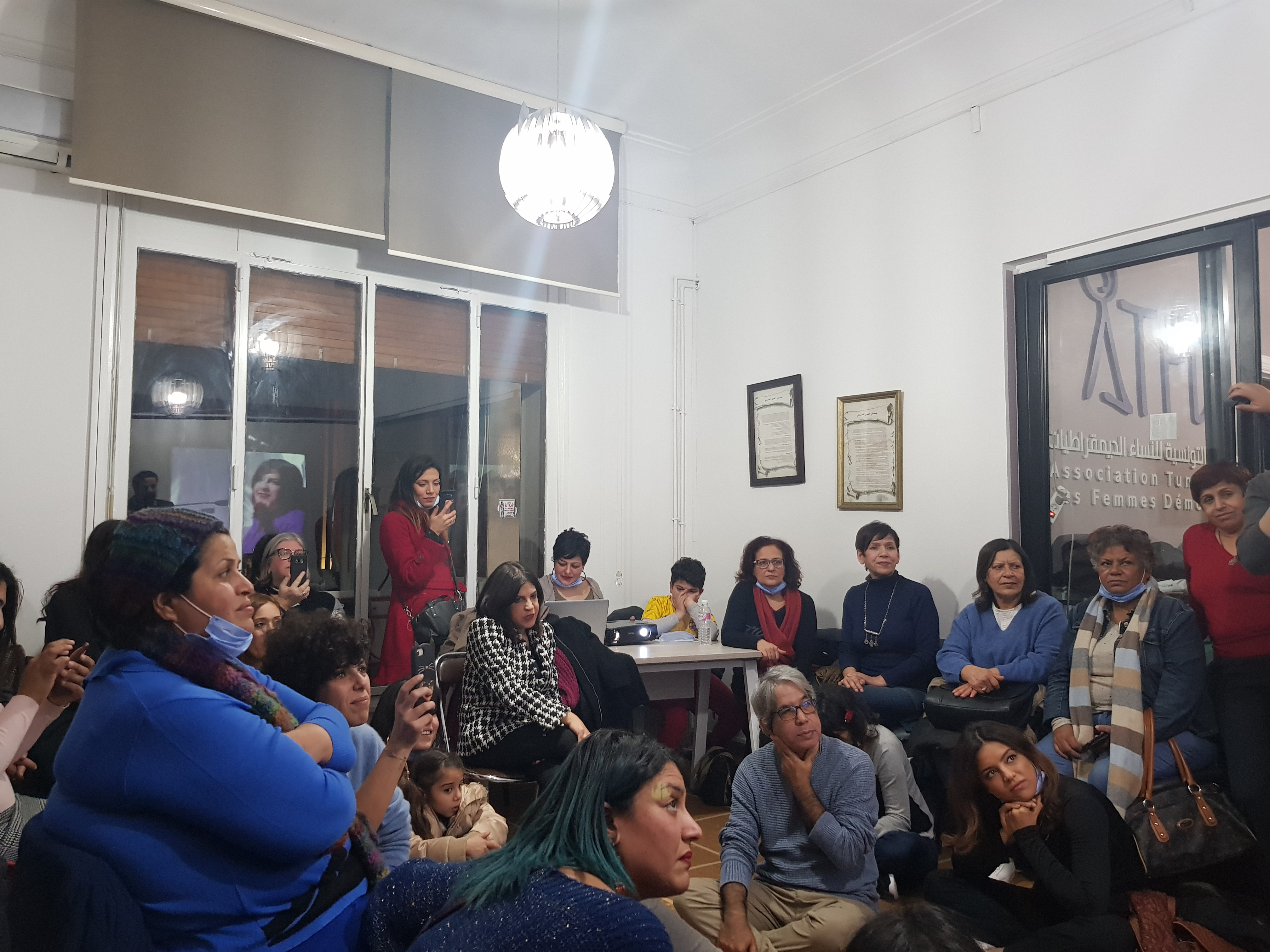
اجتماع لتحية لينا بن مهني

## عضوية الهيئة الوطنية المستقلة لإصلاح الإعلام والاتصال
انضمت لينا بن مهني لعضوية الهيئة الوطنية المستقلة لإصلاح الإعلام والاتصال عند تشكيلها في 2 مارس 2019 وانتقد بعض الصحفيين عضويتها معللين ذلك بأنها لم تدرس في معهد الصحافة وعلوم الإخبار. قدمّت استقالتها من الهيئة في 27 مايو 2019 لرغبتها في الحفاظ على استقلاليتها.

## الترشيح لنيل جائزة نوبل للسلام
رشحت جائزة نوبل للسلام لينا بن مهني والمدونة المصرية إسراء عبد الفتاح والناشط المصري وائل غنيم لنيل جائزة نوبل للسلام للعام 2011. وقد انقسم التونسيون بين مساند ومعارض لترشيحها والمعارضون عللوا رفضهم بأن هناك أطراف خارجية أرادت ان تصنع منها قائدة للثورة التونسية، كما أن احتدام الاستقطاب السياسي بين الإسلاميين والعلمانيين إبّان الثورة التونسية جعل الكثير من الإسلاميين يعارضنها لأنها حذرت من حكم ديني قد يستولي على السلطة في تونس في برامج على قنوات فرنسية. ونظم العديد من المدونيين المساندين لها فعالية لدعمها في 30 سبتمبر 2019 وكان من بينهم آمنة بن جمعة وسفيان الشورابي وإيمان العميري المشتركة بستار أكاديمي 5.

## الحياة الشخصية
خضعت لعملية زرع لكلية في 2007 تبرعت بها لها أمها.

## الجوائز
- 93 ضمن «أقوى 100 امرأة عربية 2013»، أريبيان بزنس[20]
- جائزة شون ماك برايد، المكتب الدولي للسلام، 2012 (بالتشارك مع نوال السعداوي)[21]
- المرتبة 23 ضمن أقوى 100 امرأة عربية 2012، أريبيان بزنس
- جائزة مينيرفا، 2012[22]
- أفضل مدونة في مسابقة «البوبز» عام 2011 من قبل دويتشه فيله، 20 يونيو 2011[23]
- ضمن قائمة «أشجع مدوني العالم» من قبل موقع ذي دايلي بيست التي تضم 17 مدونا، 14 فبراير 2011[24]
- جائزة الصحافة العالمية من جريدة الموندو الإسبانية[25]
- الجائزة الشرفية، جوائز جوناس فايس التذكارية[26]

## مؤلفاتها
- بنيّة تونسية: مدوِنة من أجل ربيع عربي، منشورات أنديجان، مونبلييه، 2011 (بالفرنسية)[27]

## وصلات خارجية
- المدونة الرسمية
- مدونة رسمية أخرى
- لينا بن مهني في الأصوات العالمية